# Rhododendron minus
Rhododendron minus är en ljungväxtart som beskrevs av André Michaux. Den ingår i släktet rododendron och familjen ljungväxter. Utöver nominatformen finns också underarten R. m. chapmanii.
Växten får rikligt med små vita knoppar som omringas av läderartade vintergröna blad. De vita knopparna spricker ut i maj-juni.[källa behövs]

## Bildgalleri

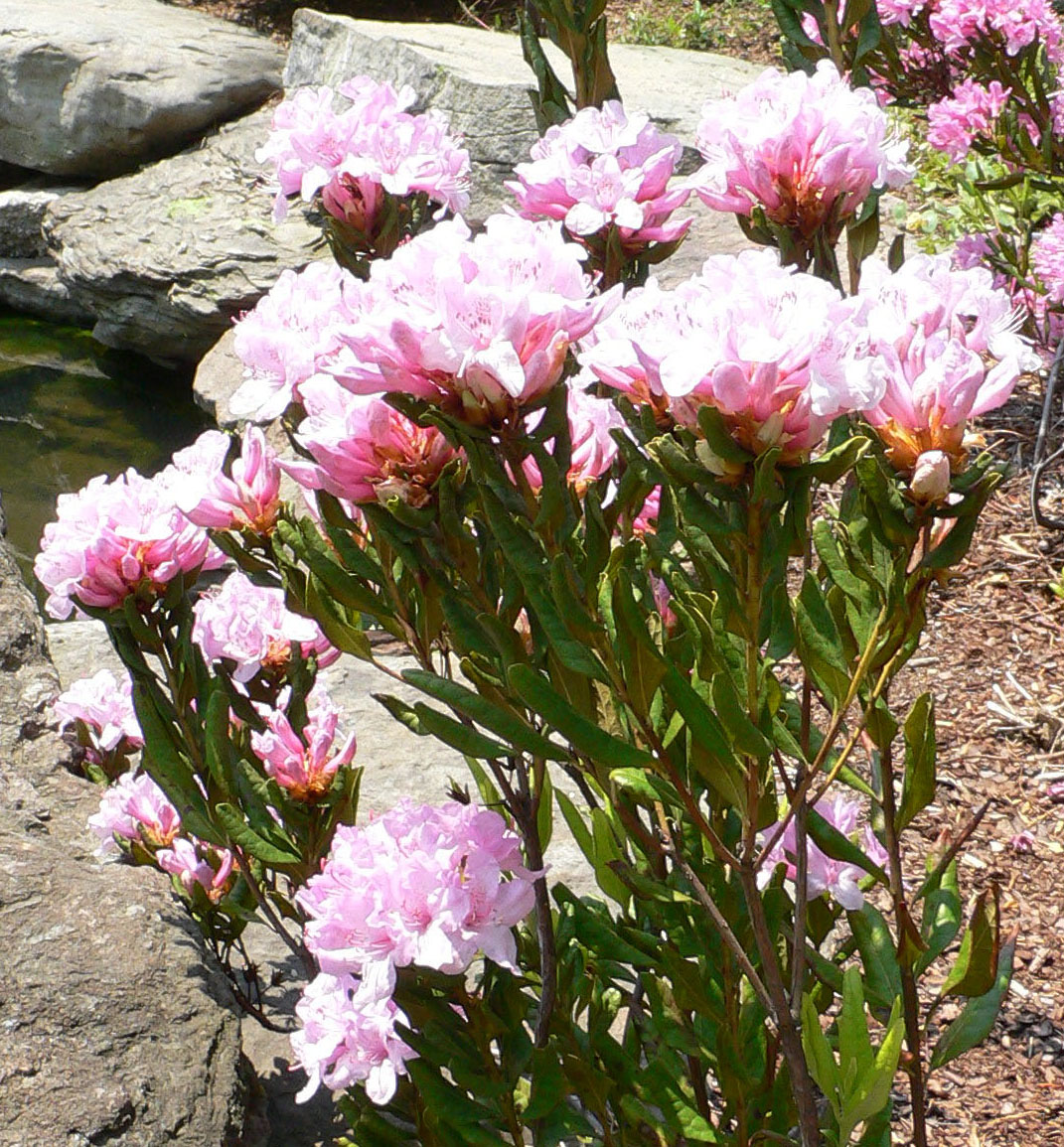
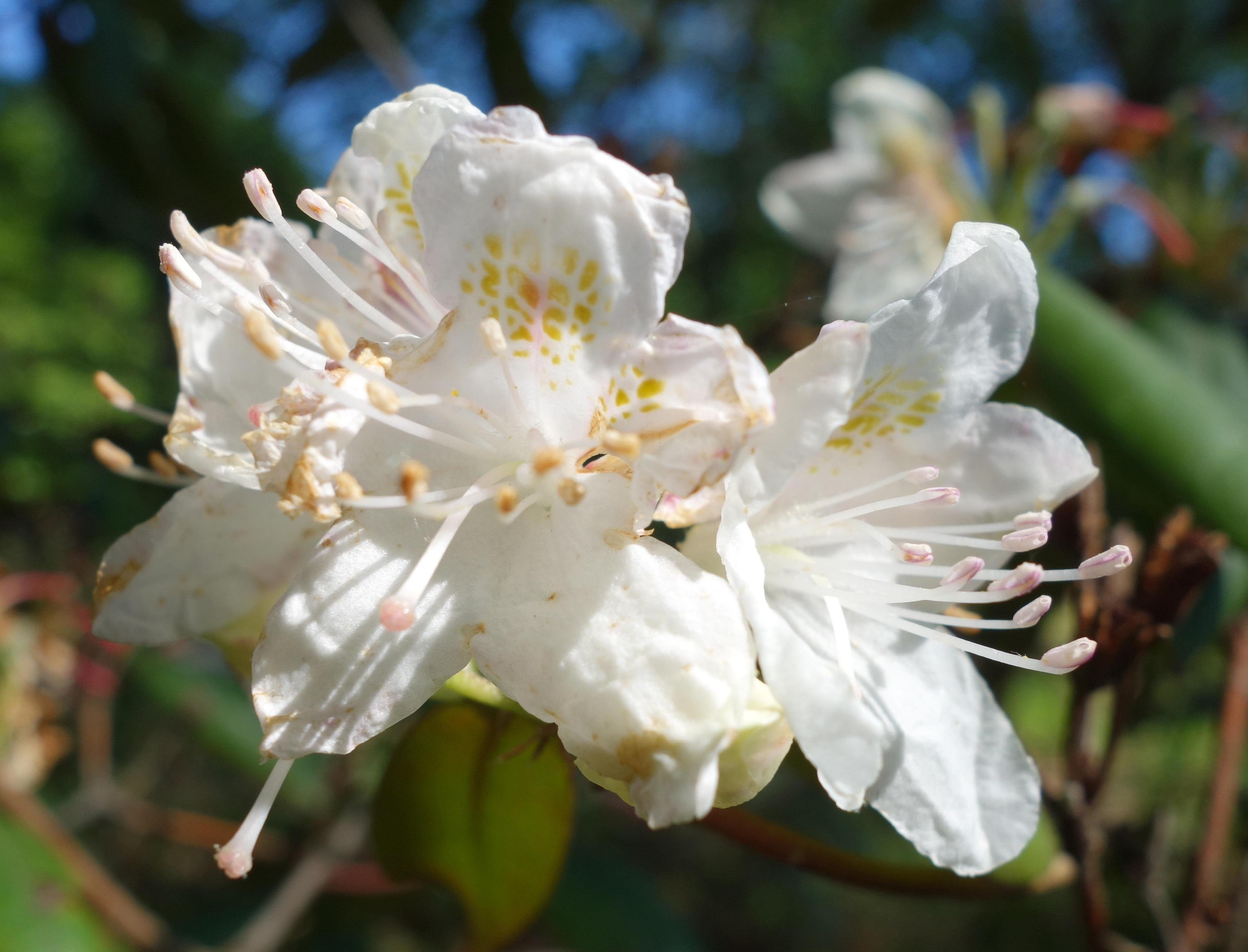
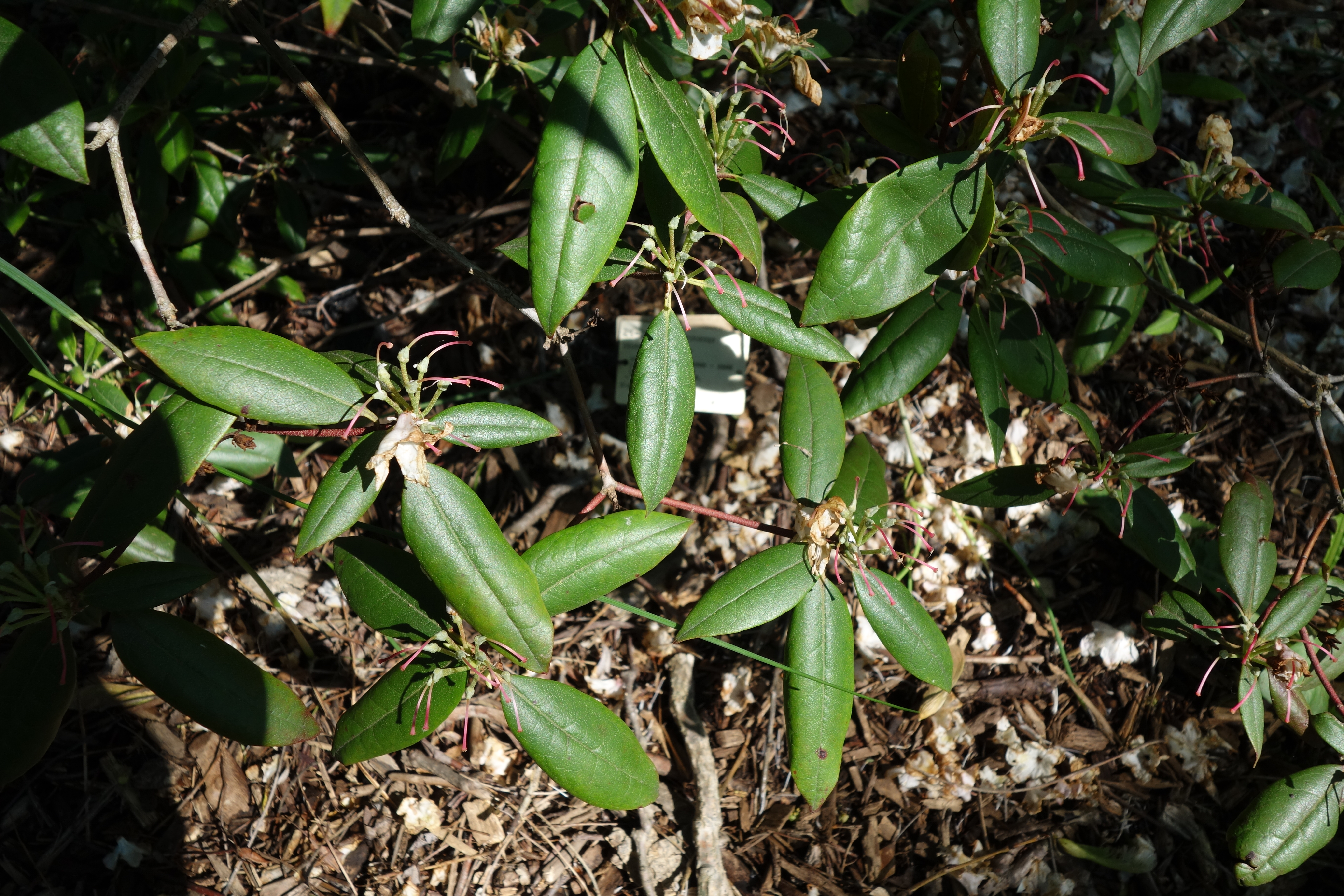
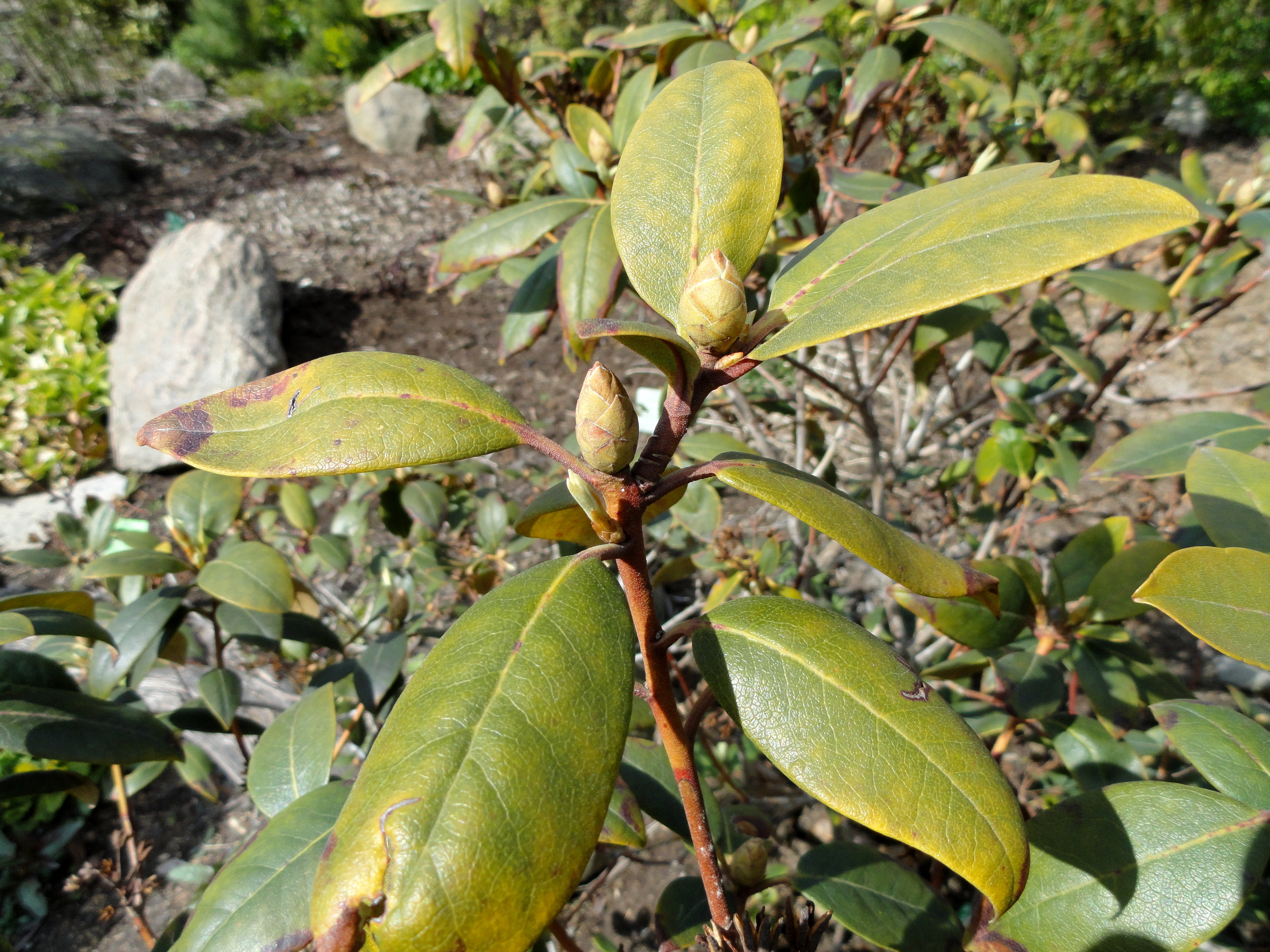
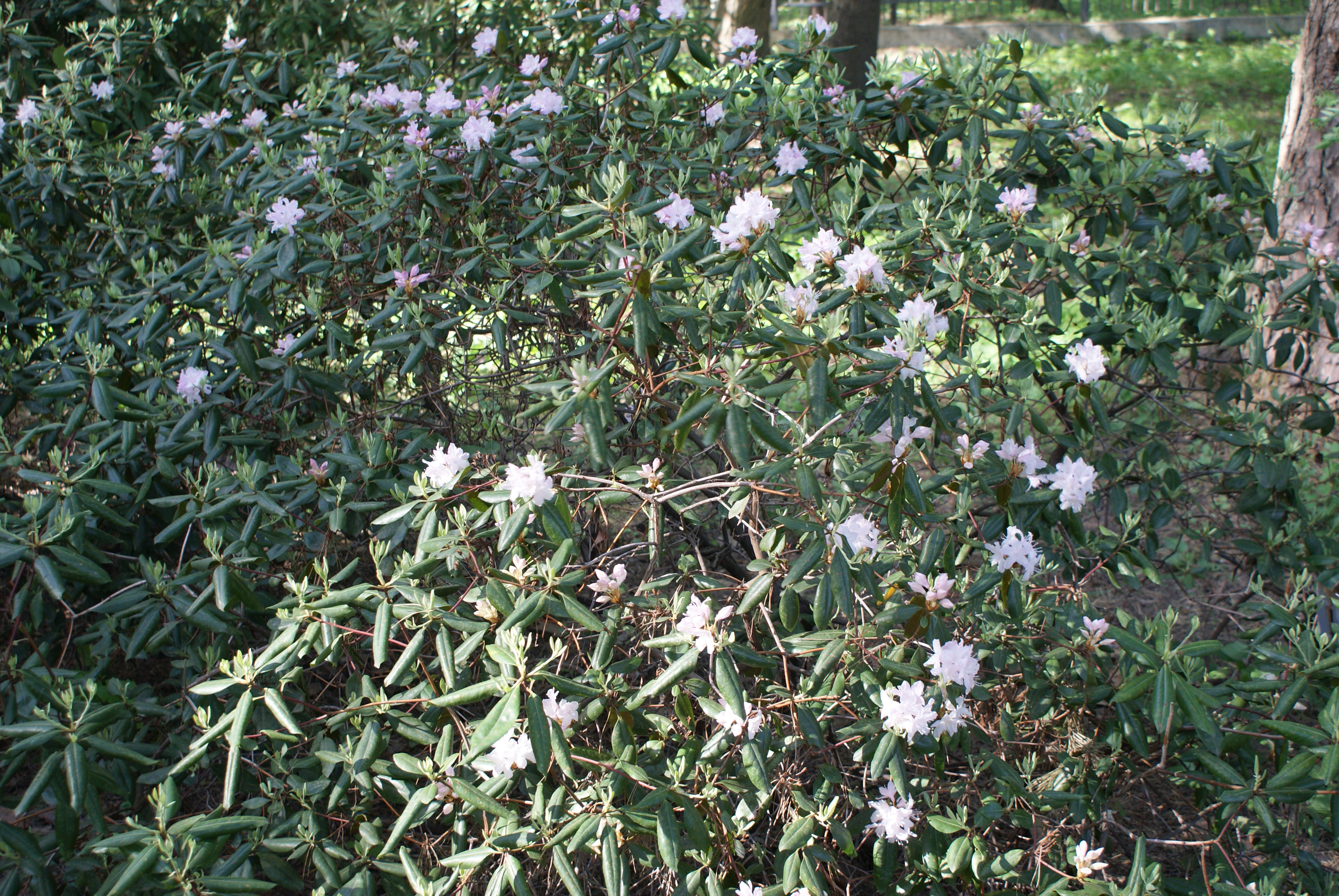
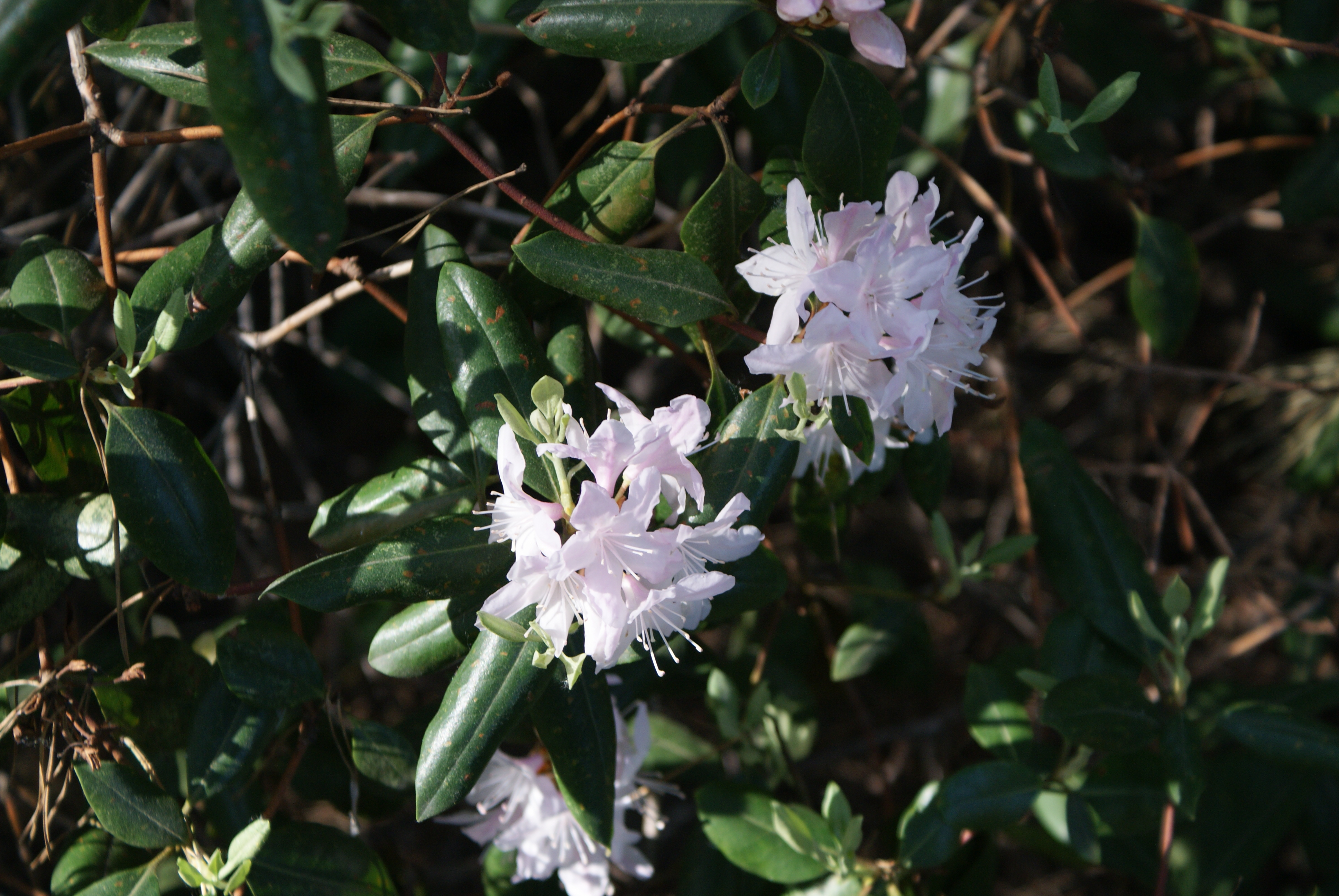